# Международные отношения
Междунаро́дные отноше́ния (МО) — особый вид общественных отношений, выходящих за рамки внутриобщественных отношений и территориальных образований.
Несмотря на то, что международные отношения существуют с древних времён, сам термин появился сравнительно недавно — его ввёл английский философ Дж. Бентам, определивший под ними прежде всего стихийно возникшие отношения крупных национальных государств, стержнем которых являются политические отношения.

## История
Со времени, когда в древности появились государства, взаимоотношения между ними обычно были неравными. Выделялись господствующие государства-империи (такие как Ассирия, держава Ахеменидов, Священная Римская империя, Монгольская империя, Римская империя, империя Хань), союзниками или вассалами которых были более малые и слабые государственные образования. Одни империи распадались, на смену им приходили другие. Дипломатические контакты между государствами обычно были спорадическими, постоянных дипломатических представительств не имелось. Обычными были войны между государствами, каких-либо систем поддержания мира (кроме военного господства, такого как Pax Romana) не было.
В Западной Европе после падения Римской империи в V веке несколько столетий крупной империи не было. К началу IX века возникла обширная империя Карла Великого (Франкское государство), однако она оказалась недолговечной. Её преемником стала Священная Римская империя, которая просуществовала свыше восьми веков, но всю свою историю оставалась децентрализованным образованием со сложной феодальной иерархической структурой, объединявшей несколько сотен территориально-государственных образований. В тот же период окреп ещё один важный для Западной Европы субъект международных отношений — Католическая церковь. Её глава, папа Римский, мог отлучить от церкви любого непокорного католического монарха, что могло вызвать кризис легитимности в его государстве.
К началу XIV века некоторые правители Западной Европы стали бросать вызов императорам Священной Римской империи на основании доктрины in regno suo (король является полноправным правителем в своём королевстве). Затем в XVI веке Реформация подорвала власть католической церкви и папы Римского. В XVII веке противостояние католической Священной Римской империи и протестантских государств (таких как Швеция) привело к опустошительной Тридцатилетней войне. Эту войну в 1648 году завершил Вестфальский мир, который привёл к появлению Вестфальской системы международных отношений. Она предусматривала признание в качестве одного из ключевых «принципа национального государственного суверенитета», означающего, что на своей территории каждое государство обладает всей полнотой власти. Для неё также было характерно уменьшение влияния религии на политику. Межгосударственные союзы теперь мало зависели от религии, а смена партнёра по коалиции была нередким явлением. Одни государства Европы пытались не позволить другим с помощью дипломатических манёвров накопить военные силы, значительно превосходящие силы их вероятных противников.
Произошедшая в конце XVIII века Великая Французская революция привела к появлению в начале XIX века обширной империи Наполеона Бонапарта, Священная Римская империя исчезла. Однако наполеоновская империя оказалась недолговечной и после победы над ней в 1815 году Венский конгресс заложил основы нового международного порядка в Европе, возникла Венская система международных отношений. Началась эпоха «Европейского концерта» — баланса сил между ведущими европейскими государствами. В 1816 году образовался Священный союз для противодействия революции в Европе, он просуществовал примерно полвека. Передовые государства, заинтересованные в распространении капиталистической мир-системы, требовали признания принципа «свободной торговли»; к концу XIX века завершился колониальный раздел мира между ними, а таким отставшим в своём развитии государствам, как цинский Китай, силой были навязаны неравноправные договоры.
После катастрофичной для Европы Первой мировой войны в 1919-22 годах сложилась новая, Версальско-Вашингтонская система международных отношений. Была создана первая международная организация для поддержания мира — Лига наций. Просуществовала данная система мироустройства недолго. Лига наций оказалась неспособной предотвратить Вторую мировую войну. 
К концу этой войны победители (СССР, США и Великобритания) создали Ялтинско-потсдамскую систему международных отношений, преемником Лиги наций стала Организация Объединённых Наций, задуманная как глобальная система коллективной безопасности. Она оказалась более успешной, чем Лига наций, но Холодная война между СССР и США значительно ограничила возможность ООН реализовать свои уставные функции и цели. В 1960-е — 1970-е годы распад колониальной системы привёл к резкому увеличению числа независимых государств, ставших членами ООН.
Завершение Холодной войны к началу 1990-х годов привело к надеждам на более мирный и гармоничный миропорядок. Но противоречия между государствами, а также деятельность международных террористических исламистских организаций Аль-Каида и ИГ привели к новым конфликтам и войнам.

## Критерии
- Специфика участников. По мнению известного французского философа и социолога Р. Арона, «международные отношения — это отношения между политическими единицами». Таким образом, для него международные отношения — это, в первую очередь, взаимодействие между государствами или «дипломатом» и «солдатом». По мнению же американского политолога Дж. Розенау, символическими субъектами международных отношений являются турист и террорист.
- Особая природа. Международные отношения имеют анархический характер и отличаются большой неопределённостью. В результате каждый участник МО вынужден предпринимать шаги, исходя из непредсказуемости поведения других участников.
- Критерий локализации. По мнению французского исследователя М. Мерля, международные отношения — это «совокупность соглашений и потоков, которые пересекают границы, или же имеют тенденцию к пересечению границ».
- МО — объективно-субъективная реальность, зависящая от человеческого сознания[4].

## Классификация
1. на основе классового критерия
  - отношения господства и подчинения (отношения в эпоху феодализма и капитализма)
  - отношения сотрудничества и взаимопомощи (теория социалистического мира)
  - переходные отношения (отношения между развивающимися странами, освободившимися от колониальной зависимости)
2. на основе общецивилизационного критерия
  - МО, основанные на балансе сил
  - МО, основанные на балансе интересов
3. по сферам общественной жизни
  - экономические
  - политические
  - военно-стратегические
  - культурные
  - идеологические
4. на основе взаимодействующих участников
  - межгосударственные отношения
  - межпартийные отношения
  - отношения между международными организациями, ТНК, частными лицами
5. по степени развития и интенсивности
  - отношения высокого уровня
  - отношения среднего уровня
  - отношения низкого уровня
6. на основе геополитического критерия
  - глобальные/общепланетные
  - региональные
  - субрегиональные
7. по степени напряжённости
  - отношения стабильности и нестабильности
  - отношения доверия и вражды
  - отношения сотрудничества и конфликта
  - отношения мира и войны[4]

## Закономерности
1. Главным действующим лицом МО является государство. Основная форма его деятельности — дипломатия или война. В последнее время набирают популярность идеи транснационалистов, считающих, что в современных условиях роль государства падает, при этом роль других факторов (ТНК (в последнее время набирает популярность термин многонациональное предприятие МНП, международные правительственные и неправительственные организации) возрастает.
2. Государственная политика существует в двух измерениях — внутреннем (внутренняя политика, являющаяся предметом политологии) и внешнем (внешняя политика, являющаяся предметом международных отношений).
3. Основа всех международных действий государств коренится в их национальных интересах (прежде всего, стремлении государств обеспечить безопасность, суверенитет и выживание).
4. Международные отношения — это силовое взаимодействие государств (баланс сил), в котором преимуществом обладают наиболее мощные державы.
5. Баланс сил может принимать различные формы — однополярную, биполярную, трёхполярную, мультиполярную конфигурацию[5].

Универсальность закономерностей МО заключается в том, что:
- Действие универсальных международных закономерностей касается не отдельных регионов, а всей мировой системы в целом.
- Закономерности МО наблюдаются в исторической перспективе, в наблюдаемый период и в будущем.
- Закономерности МО охватывают всех участников МО и все сферы общественных отношений.

Поскольку предметная область теории международных отношений — это сфера политики, постольку данная наука относится к области политического знания. Более того, до недавнего времени она рассматривалась как один из разделов политической науки. На начальном этапе развития современной политологии не уделялось внимание международным отношениям. Первая мировая война изменила ситуацию. Многие государственные деятели находились в плену устаревших представлений и суждений и не до конца предвидели последствия принимаемых ими решений. Итоги войны подтолкнули научное сообщество внимательнее подойти к теме международных отношений.
По окончании второй мировой войны созданная в рамках системы ООН, специальная организация по вопросам культуры и образования — ЮНЕСКО — провела ряд мероприятий по конституированию политологии в качестве международной, признанной научной дисциплины.
Структура политической науки:
```
   1) Политическая теория
   2) Теория политических институтов
   3) Изучение партий, групп, общественного мнения
   4) 
Теория международных отношений
```

была широко распространена на западе благодаря большому количеству мыслителей (в основном американских)
В СССР, в период оттепели было создано множество научно-исследовательских центров с международной тематикой.

## Канонические парадигмы теории международных отношений

### Либерально-идеалистическая парадигма
В своём развитии либерально-идеалистическая парадигма пережила несколько периодов подъёма, крупнейшие из которых относятся к началу и концу XX века. В начале XX века в либерализме прослеживались три основных течения:
- течение, возлагавшее надежды на правовое урегулирование международных отношений (например, посредством принятия различных международных конвенций);
- течение, возлагавшее надежды на упорядочение международных отношений с помощью международных организаций (например, Лиги Наций);
- течение, делавшее акцент на разоружении[6].

Непосредственным воплощением в политической практике идей либерального идеализма стали такие документы, разработанные после Первой мировой войны, как программа Вудро Вильсона о создании Лиги Наций (1917), пакт Бриана — Келлога (1928; отказе от войны в качестве орудия национальной политики) и доктрина Стимсона (1932; непризнание любых изменений, достигнутых при помощи силы).
Новый подъём либерально-идеалистических идей приходится на окончание холодной войны, в ходе которой господствовали идеи политического реализма и неореализма. При этом либеральное течение преобразуется с учётом новых реалий в неолиберализм.
Основные положения либерально-идеалистической парадигмы:
1. Участники международных отношений — широкий круг акторов, объединяющий не только государства, но и международные правительственные организации, международные неправительственные организации, транснациональные корпорации, общественные объединения и частные лица. Государство не может считаться рациональным и универсальным актором. Международная политика государства — это постоянная борьба, согласование интересов различных субъектов.
2. В международных отношениях отсутствует верховная власть, однако это не ведёт к господству принципа «помоги себе сам». Расширение полномочий международных организаций, разработка и принятие норм международного права привносит рациональный элемент в международные отношения, благодаря которому делается возможным равноправное участие в международной политике различных государств, а не только великих держав.
3. Международные отношения нельзя свести только к состоянию мира и войны. Международные процессы многообразны, а благодаря росту взаимозависимости мира и формированию мирового сообщества, можно говорить о росте международного сотрудничества.
4. Во всём многообразии целей, которые имеют международные акторы, приоритет отдаётся общечеловеческим ценностям и принципам, которые ведут к формированию регулируемого мирового порядка.
5. Урегулирование различных конфликтов и споров возможно мирным путём, при помощи имеющихся международных организаций и норм международного права. Приоритет в либерально-идеалистической парадигме — создание системы коллективной безопасности, отказ от войны как инструмента международной политики.
6. Будущее международных отношений — создание общемирового сообщества. Не исключена возможность создания мирового правительства[8].

### Политический реализм
Наиболее известными представителями политического реализма в международных отношениях являются Ганс Моргентау, Раймон Арон, Джордж Кеннан, Эдуард Карр, Фредерик Шуман, Кеннет Томпсон. Данная парадигма сформировалась в первой половине XX века, хотя её истоки можно проследить ещё в работах Фукидида, Н.Макиавелли, Т.Гоббса. Основной импульс в своём развитии политический реализм получил в результате серьёзной критики различных утопических теорий в политике, которые игнорировали силовой характер международных отношений. Рассматривая человека в качестве эгоистичного существа, представители данной парадигмы обращаются в первую очередь к исследованию вещей, которые уже существуют в международных отношениях, а не тех, которые возможно появятся в будущем.
Основные положения политического реализма:
1. Главными участниками международных отношений являются государства. Государства — рациональные однородные политические организмы. Только государства обладают легитимным правом объявления и ведения войн, заключения международных договоров и т. д. Существо международной политики определяют в первую очередь крупные государства, которые могут поддерживать или нарушать международную стабильность. Они делают то, что могут, в то время как слабые государства — что им позволят. Поэтому великие державы могут жертвовать интересами малых государств.
2. Международные отношения носят анархический характер. Каждый руководствуется только своими интересами, поэтому основной стимул государств на международной арене — национальные интересы. Так как в международных отношениях отсутствует верховная власть, то в них господствует принцип «помоги себе сам».
3. В международных отношениях в условиях существования интересов у каждого из государств невозможно избежать конфликтных ситуаций. Поэтому в основе международных процессов лежит межгосударственный конфликт или его крайняя форма — война. Хотя представители политического реализма не исключают существования других видов международных процессов, все они носят, по их мнению, подчинённый характер по отношению к войне, а мир — это идеальная ситуация, имеющая временный характер. Международное же сотрудничество проявляется, прежде всего, в форме военных и военно-политических союзов. Самым эффективным средством обеспечения мира, согласно политическому реализму, является баланс сил, который возникает как из столкновения национальных интересов, так и из уважения прав друг друга, общности культур[10].
4. Так как в международных отношениях национальные интересы государств постоянно сталкиваются, то основной целью государств является обеспечение собственной безопасности. Главный ресурс её обеспечения — власть в самом широком смысле, главным признаком которой является способность контролировать поведение других участников международных отношений. Другие мотивы поведения государства на международной арене — повышение престижа государства и удовлетворение экономических интересов слоёв, имеющих политический вес в государстве[11].
5. Главным средством обеспечения безопасности государства является сила или угроза применения силы, которые являются основным материальным фактором, обеспечивающим политическую мощь государства. Анархический характер международных отношений невозможно преодолеть с помощью совершенствования норм международного права, которые наоборот должны поддерживать превосходство силы и иерархии.
6. Природу международных отношений нельзя изменить, можно лишь изменить конфигурацию политических сил[12].

### Марксистско-ленинская парадигма
Идеи марксизма-ленинизма сохраняют прочные позиции в теории международных отношений, оказывая также значительное влияние на другие международно-политические науки.
Основные положения марксистско-ленинской парадигмы:
1. Главным действующим лицом международных отношений являются социальные классы (буржуазия и пролетариат), поэтому государства как акторы международных отношений вторичны. Национальные государства были созданы буржуазией с целью классового господства и подчинения. На основании своих эгоистических целей (извлечение сверхприбыли, поиск дешёвой рабочей силы, новых рынков сбыта продукции) и с использованием внешнеполитических инструментов государства буржуазия дестабилизирует международные отношения, способствует разгоранию войн и конфликтов.
2. Международные отношения не отличаются от внутриобщественных отношений (исключение — масштаб), имеют «вторичный и третичный» характер (являются одним из элементов надстройки, определяемой экономическим базисом; отражают особенности взаимодействия буржуазии и пролетариата в рамках национальных государств), носят капиталистический характер.
3. Главные международные процессы — социалистические революции, классовые конфликты, кризисы и войны.
4. Цели участников международных отношений диаметрально противоположны: буржуазия стремится к извлечению прибыли, пролетариат — к мировой социалистической революции, которая освободит мир от эксплуатации со стороны буржуазии и установит социалистический, а затем коммунистический строй.
5. Средства достижения этих целей также различаются: буржуазия использует усиление эксплуатации, пролетариат — мировую социальную революцию).
6. Будущее международных отношений определено объективными законами общественного развития. Произойдет отмирание государства, установятся простые нормы нравственности и справедливости[13].

## Современные теории международных отношений

### Неореализм
Возникновение школы неореализма, или структурного реализма, связывают с публикацией в 1979 году книги Кеннета Уолтца «Теория международной политики». Другие видные представители данного течения в международных отношениях — Б.Бузан, Р.Гилпин, П. Кеннеди, Дж. Моделски, С. Уолт, Дж. Миршаймер, У. Томпсон, Дж. Снайдер, У. Уолфорт, Д. Сноу, К. Холсти, К. Лэйн, Р. Джервис, З. Бжезинский, Ф. Фукуяма, С. Хантингтон.
Возникли новые понятия: система международных отношений, среда международных отношений, военная и экономическая безопасность, баланс интересов, стратегическое партнёрство, ядерное сдерживание, международная безопасность.
Основные положения неореализма:
1. Неореализм начинается с посылки, согласно которой теория международных отношений и теория мировой политики — это не одно и то же. Согласно неореализму, международные отношения — это межгосударственные отношения, а мировая политика — взаимодействие негосударственных акторов.
2. Международные отношения рассматриваются как целостная система, функционирующая в соответствии с определёнными законами. Только системный анализ может раскрыть природу международных отношений.
3. Неореализм переносит центр объяснения международного поведения на уровень международной системы, структурные свойства которой не зависят от усилий малых и средних государств, а являются результатом взаимодействия между великими державами. Отношения между великими державами и другими государствами не являются однозначно анархическими, так как зависят в основном от воли великих держав. Кроме того, Уолтц выделил три основных принципа структуры международных отношений («структурная триада»). Во-первых, государства прежде всего руководствуются мотивом выживания. Во-вторых, участниками международных отношений остаются только государства, так как другие акторы не догнали и не перегнали ведущие державы по наличию полномочий и властных возможностей. В-третьих, государства неоднородны, и отличаются возможностями и потенциалом[14].
4. Неореализм стремится найти и вычленить экономические отношения от политических.
5. Неореализм отличает стремление к методологической строгости.
6. Главные акторы — государства и их союзы. Их основные цели — защита национальных интересов, безопасность государства и сохранение статус-кво в международных отношениях. Основные средства достижения этих целей — сила и союзы.
7. Движущая сила международных отношений — в жёстком, сдерживающем воздействии структурных ограничений международной системы[15].

Сходства неореализма и политического реализма:
1. Как реалисты, так и неореалисты считают, что, так как природа международных отношений не меняется на протяжении тысячелетий, то нет оснований полагать, что они приобретут какой-то иной характер в будущем.
2. Обе теории считают, что все попытки изменения международной системы, основанные на либерально-идеалистических основаниях, заранее обречены на провал[15].

### Неоклассический реализм
Впервые термин «неоклассический реализм» был использован Гидеоном Роузом в 1998 году для описания группы теоретических подходов в теории международных отношений, стремящихся синтезировать структурный реализм и теорию внешней политики с целью объяснения и прогнозирования изменений во внешней политике государства. Другие видные представители данного течения в международных отношениях — Дж. Миршаймер, У. Уолфорт, Р. Швеллер, Т. Кристенсен, Ф. Закария и др.
Основные положения неоклассического реализма:
1. Внешняя политика государства, её изменения рассматриваются через призму деятельности государственных и негосударственных акторов на внутригосударственном уровне.
2. Государство реагирует на международные угрозы, создавая общественную коалицию, позволяющую интегрировать необходимые для внешнеполитического ответа ресурсы.

### Неолиберализм
Возрождение позиций либерально-идеалистической парадигмы, подорванных в ходе холодной войны, произошло после распада биполярной системы международных отношений. При этом изначальная парадигма ввиду существенных изменений на международной арене (усиление международных интеграционных процессов; появление новых государств на политической карте мира, нетрадиционных угроз безопасности; процессы, связанные с глобализацией) была подвергнута глубокой трансформации, которая привела к формированию идей неолиберализма. Наиболее известными представителями неолиберализма стали Роберт Кохейн и Джозеф Най.
Отличительными чертами новой парадигмы стали следующие положения:
- Как и в либерально-идеалистической парадигме, неолибералы считают, что государство не является единственным участником международных отношений. Возрастает роль таких нетрадиционных акторов как ТНК, международных организаций, террористических и криминальных организаций, индивидов и т. д.
- Увеличение числа участников международных отношений имеет и ряд негативных последствий, прежде всего, увеличивается число источников и растёт многообразие угроз для общества и всего человечества. Лучшим решением в этой ситуации является концепция кооперативной безопасности. Таким образом, в центре неолиберализма находятся проблемы международной безопасности.
- Главной целью участников международных отношений, по мнению сторонников неолиберализма, является международная безопасность, в то время как представители либерально-идеалистической парадигмы указывали на плюрализм целей с приоритетом универсальных идеалов и человеческих ценностей.
- Важнейшим условием достижения международной стабильности, мирового порядка и социального прогресса является развитие международного сотрудничества, которое также способствует росту экономического благополучия.
- Главные средства международных отношений — распространение идеалов либеральной демократии и рынка, а у либералов — создание международных организаций, развитие международного права и сотрудничества.
- Центр тяжести переносится с международного права и международных организаций, деятельность которых зачастую оказывается бесплодной, на международную мораль. При этом главными критериями моральности выдвигаются либеральная демократия и права человека, на основе которых в будущем возможно создание нового мирового порядка.
- В своих теоретических построениях неолиберализм сближается с неореализмом, в то время как либерально-идеалистическая парадигма находится с ним в конфронтации[17].

Сходства между неолиберализмом и неореализмом:
- Рационализм. В центре обеих парадигм — рациональный политик, руководимый рациональным расчётом. Для неолибералов расчёт определяется, прежде всего, соображениями благосостояния и безопасности, для неореалистов — соображениями власти.
- И неолибералы, и неореалисты считают, что в основе международных отношений лежит национальный интерес.
- Обе парадигмы изучают, кто из участников международных отношений находится в более выгодном положении[17].

Различия между неолиберализмом и неореализмом:
- По мнению неолибералов, анархичность международных отношений (отсутствие верховной власти) преодолима, в то время как неореалисты считают, что нет.
- Неолибералы считают, что выгода от международного сотрудничества абсолютна, то есть сотрудничество всегда выгодно. По мнению неореалистов, выгода относительна, так как ни одно государство не пойдет на получение меньшей абсолютной выгоды, чем любое другое.
- Причина международного сотрудничества для неолибералов — максимальное экономическое процветание, для неореалистов — военная безопасность.
- По мнению неореалистов, поведение государства определяется системными принуждениями и ограничениями, а также их реальными возможностями и способностями. Намерения государств неопределённы, поэтому их нельзя использовать в качестве инструмента анализа. Неолибералы не отрицают значения реальных возможностей государств, однако считают, что государственные намерения играют важную роль, поэтому их всегда нужно учитывать[18].

### Неомарксизм
«Неомарксизм также заявляет о себе через критику основных положений реалистической парадигмы. Сторонники неомарксизма представляют мир в виде глобальной системы многообразных экономик, государств, обществ, идеологий и культур. Неомарксисты вводят в тезаурус международных отношений понятия „мир-система“ и „мир-экономика“. Понятие „мир-экономика“ отражает самую обширную систему взаимодействия международных акторов, ведущую роль в которой играют экономически наиболее сильные. Основные черты мир-экономики — это всемирная организация производства, усиливающаяся координация производственных комплексов, интернационализация капиталов и уменьшение возможностей государственного вмешательства в сферу финансов. Как утверждают неомарксисты, государства, которые ранее защищали себя от внешних потрясений, сегодня превращаются в агентов, передающих национальным экономикам требования мир-экономики с целью адаптации к условиям конкуренции на мировом рынке. При этом указанные процессы, как и соответствующие структуры, являются результатом деятельности людей, продуктом истории. Но существуют и процессы, противоположные глобализации, — диверсификация экономических, политических, общественных, социокультурных и иных организаций и структур, поиски путей развития. По мнению представителей неомарксизма, радикально-либеральная идеология стремится завуалировать эти процессы. Она внушает людям, что альтернативы глобализации нет, что в основе наблюдающихся на мировой арене жёсткой конкуренции, дерегламентации взаимодействий и эгоизма лежит экономическая логика».

### Первый «большой спор»
Первая дискуссия возникает в 1939 г. в связи с выходом в свет книги английского ученого Эдварда Карра «Двадцать лет кризиса». В ней с позиций политического реализма были подвергнуты критике основные положения идеалистической парадигмы. Реалисты Ганс Моргентау (Morgenthau H. Politics among Nation. The Struggle for Power and Peace. N. Y., 1948) и его сторонники после второй мировой войны выступили инициаторами продолжения этой дискуссии. В новых исторических условиях победа реалистов над идеалистами казалась бесспорной.

### Второй «большой спор»
Второй «большой спор» был начат в 50-е годы XX в. и приобрёл особый накал в 60-е, когда модернисты, сторонники новых подходов и методов исследования международных отношений, подвергли резкой критике постулаты политического реализма. Учёные нового поколения (Куинси Райт, Мортон Каплан, Карл Дойч, Дэвид Сингер, Калеви Холсти, Эрнс Хаас и др.) выступили за применение при изучении МО научного инструментария, методов и методик, заимствованных из точных наук. «Модернисты» фактически не подвергали сомнению теоретические позиции своих оппонентов, они сосредоточились на методологической стороне науки. Вот почему, несмотря на внешне непримиримый тон, участники дискуссии в конце спора пришли к взаимному согласию, что в исследованиях международных проблем необходимо сочетать «традиционные» и «научные» методы.

### Третий «большой спор»
В центре третьего «большого спора», начавшегося в конце 70-х — начале 80-х годов и фактически не завершенного до настоящего времени, оказалась роль государства как участника МО, значение национального интереса и силы для понимания сути происходящего на мировой арене. Сторонники различных теоретических течений, которых условно можно назвать транснационалистами (Роберт Кохэн, Джозеф Най, Йел Фергюсон и др.), продолжая традиции теории интеграции (Дэвид Митрани) и взаимозависимости (Эрнст Хаас, Дэвид Моурс) выдвинули идею: политический реализм и свойственная ему этатистская парадигма не соответствуют характеру и основным тенденциям международных отношений, они должны быть отброшены. Многообразие участников, видов взаимодействий и их каналов, по их мнению, вытесняют государство из центра международного общения, трансформируя МО из межгосударственных в транснациональные. Под влиянием транснационалистов в международно-политической науке появляется ряд новых теорий, в частности, концепции глобализации, регионализации и т. д. Вместе с тем различия, по которым расходятся основные парадигмы, продолжают сохраняться. Большинство исследователей продолжают исходить из того, что государства остаются главными участниками международных отношений.

## Мировая политика
Международная или мировая политика является ядром международных отношений.
Мировой политикой называют процессы выработки, принятия и реализации решений, затрагивающих жизнь мирового сообщества.
Мировая политика
1. Как научное направление возникла во второй половине XX столетия, главным образом в рамках неолиберальной теоретической традиции.
2. Её истоки уходят в исследования международных организаций, международных политико-экономических процессов, политологии (в первую очередь сравнительной), теоретических исследований международных отношений.
3. Занимается проблемами современного состояния, а также тенденциями развития мировой политической системы.
4. В качестве участников международного взаимодействия рассматривает не только государства (которые признаёт в качестве главных акторов) и межправительственные организации, но и негосударственных акторов (неправительственные организации, ТНК, внутригосударственные регионы и т. п.)
5. Рассматривает международные проблемы во взаимосвязи друг с другом и в едином общемировом контексте.
6. Не делает резкого противопоставления между внутренней и внешней политикой.

## Дипломатия
Диплома́тия — средство осуществления внешней политики государств, представляющее собой совокупность практических мероприятий, приёмов и методов, применяемых с учётом конкретных условий и характера решаемых задач; официальная деятельность глав государств и правительств, специальных органов внешних сношений по осуществлению целей и задач внешней политики государств, а также по защите интересов этих государств. С понятием диплома́тия связывают искусство ведения переговоров для предотвращения или урегулирования конфликтов, поисков компромиссов и взаимоприемлемых решений, расширения и углубления международного сотрудничества.

## Участники международных отношений
В современной мировой политике действует огромное количество различных участников.
Но до сих пор преобладающим остаётся взгляд, что основными субъектами мировой политики являются государства и группы (союзы) государств.
Однако сегодня обозначилась объективная тенденция расширения участников международных отношений.
Всё более важными субъектами в международных отношениях становятся международные организации.
Они обычно разделяются на межгосударственные (межправительственные) и неправительственные организации.

## Теория международных отношений
Теория международных отношений, как дисциплина в рамках социальной науки, изучает мировой «порядок», то есть совокупность всех институтов, определяющих форму интеграции и взаимодействия между множеством локальных сообществ.

### Геополитика
Геополитика (греч. γη — земля + πολιτική — государственные или общественные дела) — общественная наука о контроле над пространством.  Геополитика — междисциплинарная наука о закономерностях распределения и перераспределения сфер влияния (центров силы) различных государств и межгосударственных объединений в многомерном коммуникационном пространстве Земли. Различается традиционная геополитика, новая геополитика (геоэкономика) и новейшая геополитика (геофилософия). Традиционная геополитика делает акцент на военно-политическую мощь государства и доминирующую роль географических факторов в захвате чужих территорий, является (по Хаусхоферу) географическим разумом государства. Геоэкономика в отличие от традиционной геополитики делает акцент на экономической мощи государства. Новейшая геополитика, в которой доминирует сила духа над военной и экономической мощью, способствует преодолению традиционного географического и экономического детерминизма за счёт расширения базисных факторов, определяющих поведение государств в международных отношениях.

### Геостратегия
Геостра́тегия (географическая стратегия) — политическая наука, определяющая средства и методы для достижения геополитической цели государства или группы государств-союзников — сохранении и увеличении мощи государства или союза государств, а в неблагоприятных условиях кризиса — минимизации ущерба и восстановлении первоначального докризисного состояния.
Геостратегия оперирует категориями социума, экономики, политики, национальной культуры, военной мощи и других стратегических элементов не только государства-заказчика или заказчика — союза государств, но также изучает и учитывает стратегический потенциал иных государств, подразделяя их в общем виде на потенциальных союзников, противников или нейтралов, а также всегда учитывает стратегические свойства географической среды, в которой геостратегия реализуется. Геостратегия является инструментом национальной, а в союзе государств — союзной геополитики. В иерархии политических наук занимает подчиненное положение по отношению к политике и геополитике. Составными необходимыми и неотъемлемыми частями геостратегии являются национальная стратегия и стратегическая география.

### Системы международных отношений
В теории международных отношений выделяются несколько систем:
— Вестфальская система международных отношений (после окончания Тридцатилетней войны в 1648 г.). Ей присуща идея баланса сил;
— Венская система международных отношений (после окончания Наполеоновских войн в 1814 г.). Ей присуща идея европейского концерта;
— Версальско-Вашингтонская система международных отношений (по результатам Первой мировой войны);
— Ялтинско-Потсдамская система международных отношений (по результатам Второй мировой войны) легла в основу биполярного мира по линии противостояния Восток (блок социалистических государств) — Запад
Исследователи в основном согласны считать Ялтинско-Потсдамскую систему завершившейся в 1991 г. с распадом СССР и прекращением биполярного противостояния, однако, нет единства в определении наименования системы МО на нынешнем этапе. Определённая их часть считает приемлемым название беловежская эпоха, остальные придерживаются названия «Post Cold-War era» (пост-холодновоенная эра).
— Современная система международных отношений с 1991 г. по настоящее время характеризуется господством США в мировой системе. Среди экспертов в международных отношениях ведутся дискуссии о закате так называемой Американской империи, о крахе международной экономической системы, основанной на американском долларе, о подъёме держав БРИКС, однако США продолжают оставаться лидером во многих сферах международной жизни.